# Espectroscòpia Raman

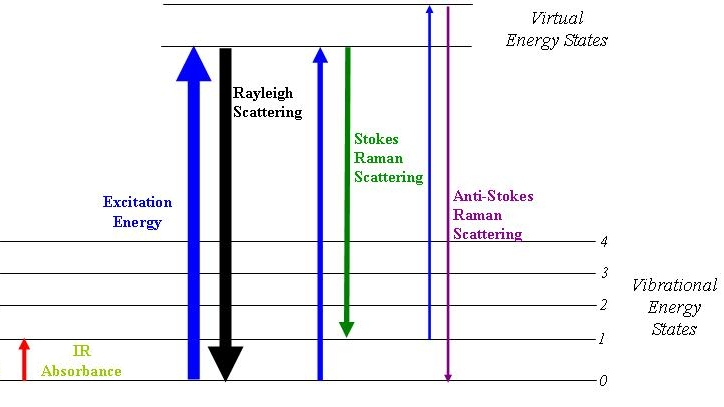
Diagrama de nivell d'energia mostrant els estats implicats en el senyal de Raman. La grossor de la línia és més o menys proporcional a la força del senyal de les diferents transicions

L'espectroscòpia Raman (anomenada així després de Chandrasekhara Raman) és una tècnica espectroscòpica emprada en química i física de la matèria condensada per estudiar modes de baixa freqüència com els vibratoris, rotatoris i d'altres. Sovint s'utilitza doncs per a obtenir informació estructural d'una mostra i identificar les molècules que hi són presents. Aquesta tècnica confia en la dispersió inelàstica, o dispersió Raman, de llum monocromàtica, generalment d'un làser en el rang de llum visible, l'infraroig proper, o el rang ultraviolat proper. La llum làser interacciona amb fonons o d'altres excitacions en el sistema, resultant en l'energia dels fotons del làser desplaçant-los cap amunt o cap avall. El desplaçament en energia dona informació sobre els modes del fonó en el sistema. L'espectroscòpia infraroja rendeix una informació similar, però complementària.
Típicament, una mostra és il·luminada amb un raig làser. La llum del punt il·luminat és recollida amb una lent i és enviada amb un monocromador. Degut a la difusió de Rayleigh, les longituds d'ona properes a la línia del làser són filtrades, mentre que la resta de la llum recollida és dispersada sobre un detector.
La dispersió Raman espontània és típicament molt feble, i com a resultat la principal dificultat de l'espectroscòpia Raman està a separar la felbe inelàsticament dispersada llum de la intensa llum làser dispersada de Rayleigh. Històricament els espectròmetres de Raman empraven reixes difractores hologràfiques i múltiples etapes de difusió per atènyer un alt grau de rebuig del làser. En el passat els fotomultiplicadors eren els detectors escollits per les configuracions de dispersors Raman, el que resultava en llargs temps d'adquisició. Tanmateix, la instrumentació moderna gairebé universalment emplea filtres notch o de detecció de bord per al rebuig del làser i els espectrògrafs (com Czerny-Turner, echelle o basats en FT) i els detectors de CCD.
Hi ha un nombre de tipus avançats d'espectroscòpia Raman, incloent la superfície realçada Raman, punta realçada Raman, Raman polaritzat, Raman estimulat (anàleg a l'emissió estimulada), transmissió Raman, espacial compensat Raman i la hiper-Raman.

## Teoria bàsica
L'efecte de Raman es produeix quan la llum topa sobre una molècula i hi interacciona amb el núvol d'electrons dels enllaços d'aquesta molècula. El fotó incident excita la molècula a un estat virtual. Per a l'efecte Raman espontani, la molècula és excitada de l'estat fonamental a un estat d'energia virtual i es relaxa a un estat vibracional excitat, que genera la dispersió Raman Stokes. Si la molècula ja estava en un estat excitat vibracionalment, la dispersió Raman es denomina dispersió Raman anti-Stokes.
Per a exhibir l'efecte Raman la molècula requereix, amb respecte a la coordenada vibracional, un canvi en el potencial molecular de polarització o quantitat de deformació del núvol d'electrònica. En vista que el desplaçament Raman és igual al nivell vibratori que està implicat, la quantitat del canvi de polarització determinarà la intensitat de dispersió Raman.